# 约翰内斯·格罗塞
约翰内斯·格罗塞（德語：Johannes Große，1997年1月7日—），德国男子曲棍球运动员。他曾代表德国国家队参加2020年夏季奥林匹克运动会男子曲棍球比赛，结果获得第四名。